# Private Rettungsdienstunternehmen in Deutschland

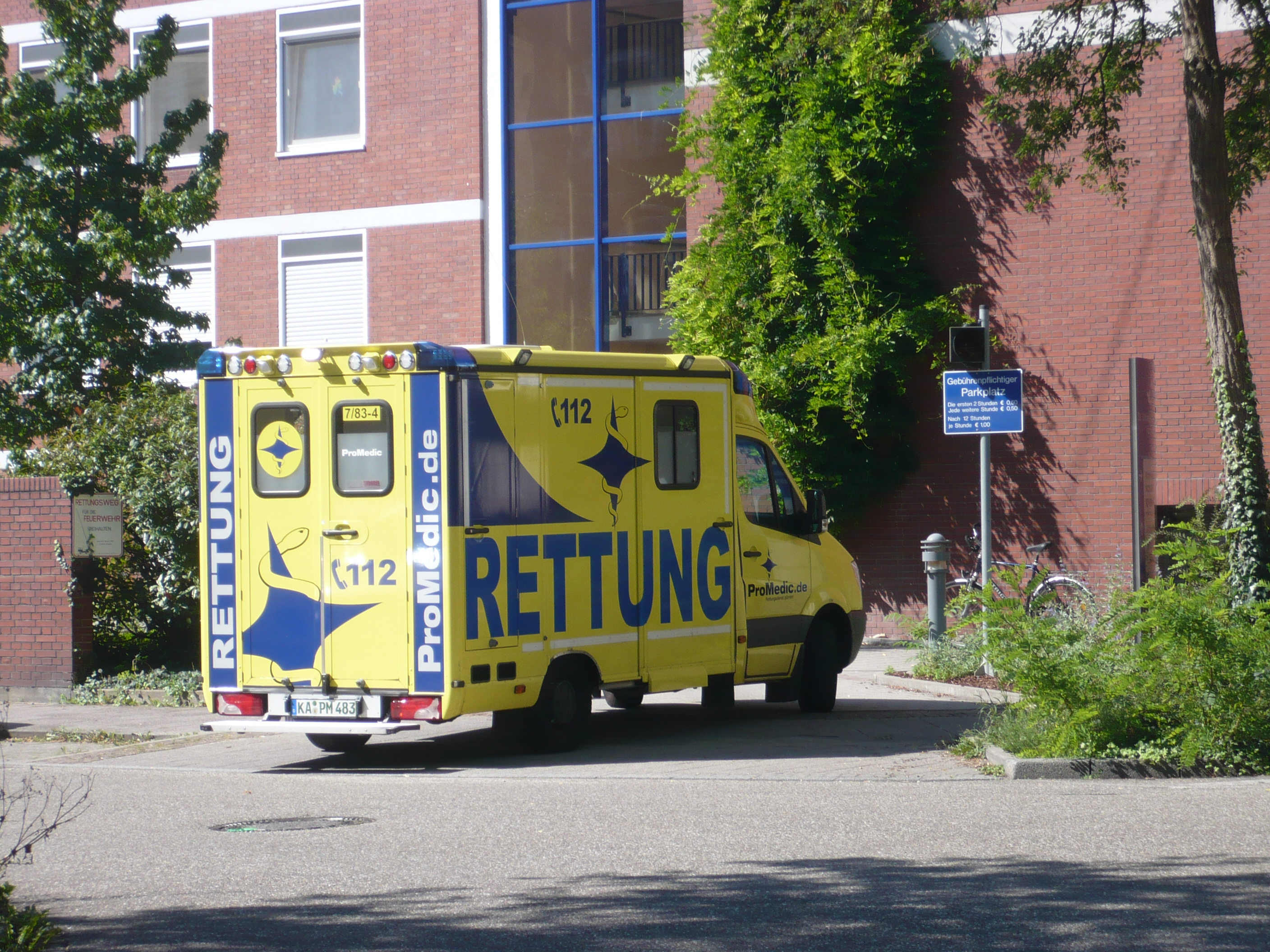
Rettungswagen eines privaten Rettungsdienstunternehmens in Karlsruhe

Private Rettungsdienstunternehmen in Deutschland sind Unternehmen, die durch die Bereitstellung von Rettungswagen am öffentlichen Rettungsdienst beteiligt sind. Diese Unternehmen gehören nicht zu den in der Bundesarbeitsgemeinschaft Erste Hilfe zusammengeschlossenen fünf großen Hilfsorganisationen und sind im Gegensatz zu diesen nicht bundesweit tätig. Private Rettungsdienstunternehmen gibt es in der Rechtsform der GmbH, gGmbH, OHG oder des e. V.

## Situation in Deutschland
In Deutschland ist der Rettungsdienst Ländersache. Jedes Bundesland legt im Rettungsdienstgesetz fest, wie und an wen der Rettungsdienst vergeben wird. Der bodengebundene Rettungsdienst wird durch die Feuerwehr, die Hilfsorganisationen (ASB, DLRG, DRK/BRK, JUH, und MHD), kommunale Rettungsdienste, die Bundeswehr und private Rettungsdienstunternehmen durchgeführt. Dabei wurden laut BKS durch private Unternehmen 2010 von circa 6000 Mitarbeitern rund 380 Millionen Euro Umsatz erwirtschaftet. Neben Unternehmen, die im Rettungsdienst tätig sind, gibt es auch private Krankentransportunternehmen, welche Krankentransportwagen betreiben, aber nicht an der Notfallrettung beteiligt sind. Weiterhin gibt es auch kommunale Rettungsdienstunternehmen, wie die Rettungsdienst-Kooperation in Schleswig-Holstein. Über das Medizinische Katastrophen-Hilfswerk Deutschland e. V. kann der Katastrophenschutz des Bundes durch private Unternehmen unterstützt werden.

## Geschichte
Ende des 19. Jahrhunderts gab es in Deutschland bereits organisierte Krankentransportwesen, an denen private Anbieter beteiligt waren. Die 1885 gegründete Rünzel Krankentransporte GmbH gilt hierbei als das älteste Unternehmen. Durch einen „Führererlass“ wurde das Deutsche Rote Kreuz 1942 alleiniger Anbieter für die Krankenbeförderung. Dieses Monopol bestand in der DDR bis zur Wende. Seit den 1980er gab es dann eine Zunahme an privaten Rettungsdienstunternehmen, begleitet von der Einführung der Rettungsdienstgesetze in Westdeutschland. Dies ging mit einigen Gerichtsurteilen einher, welche teilweise die Einbindung privater Anbieter in den öffentlichen Rettungsdienst ermöglichten.

## Große Rettungsdienstunternehmen
- Das größte in Deutschland tätige Unternehmen ist die dänische Falck-Unternehmensgruppe. In Deutschland betreibt Falck 470 Fahrzeuge an 60 Wachen, welche mit 2.500 Mitarbeitern besetzt werden.[4] Zu Falck gehören seit 2013 auch Falck Notfallrettung und Katastrophenschutz (bis 2021: G.A.R.D. Gemeinnützige Ambulanz und Rettungsdienst GmbH) und Falck Rettungsdienst Nord (bis 2021: promedica Rettungsdienst GmbH).
- Die 1985 gegründete Aicher Ambulanz Union stellt 15 Rettungs- und 10 Krankenwagen in der Metropolregion München und beschäftigt über 1.200 Mitarbeiter in verschiedenen Bereichen.[5]
- Die MKT Krankentransport OHG wurde 1985 gegründet und beschäftigt in ihren fünf Unternehmen rund 950 Mitarbeiter. Sie stellt Rettungswagen in fünf bayerischen Städten.[6]

## Kontroversen
- Der Europäische Gerichtshof hat im März 2019 nach einer Klage von Falck entschieden, dass die Rettungsdienstvergabe ohne öffentliche europaweite Ausschreibung an gemeinnützigen Organisationen stattfinden kann, da es sich um einen Bereich der Gefahrenabwehr handelt und damit eine Bereichsausnahme bei der Auftragsvergabe möglich ist. (Rechtssache C-465/17)
- In Baden-Württemberg wird der Rettungsdienst von Kostenträgern (Krankenkassen) und Leistungsträgern (Rettungsdienstorganisationen) selbstverwaltet. Dadurch kann es privaten Rettungsdienstunternehmen erschwert werden, am Rettungsdienst mitzuwirken.[7]
- Große mediale Aufmerksamkeit wurde der Aicher Ambulanz Union durch die Übernahme des Oktoberfest Sanitätsdienstes vom BRK 2018 zuteil.[8]